# أكمية رقيقة الأزهار
أكمية رقيقة الأزهار (الاسم العلمي:Aechmea leptantha) هي نوع من النباتات تتبع جنس الأكمية من الفصيلة البروميلية.